# Castello di Strambinello
Il Castello di Strambinello è un antico castello situato nel comune di Strambinello in Piemonte.

## Storia
Il castello, costruito in posizione strategica come avamposto verso gli altri castelli della Pedanea, è documentato a partire dal XII secolo. Originariamente una fortezza medievale quadrangolare con torri agli angoli, il castello passò dai Conti di San Martino ai Conti di Castellamonte nel 1310. Nel 1387, durante la rivolta del Tuchini, venne assediato e distrutto così come altri castelli della zona. Ricostruito nei secoli successivi, conserva ancora oggi tracce evidenti della sua struttura medievale.
Nel XVII secolo, il castello venne sottoposto a grandi opere di trasformazione secondo i gusti dell’epoca. Le sale principali vennero decorate con grandi camini sormontati da stemmi gentilizi, e al piano nobile fu allestita una camera in onore di Carlo Emanuele II di Savoia. Alla fine del Seicento, il castello passò per via matrimoniale dai Conti di Castellamonte ai Conti Bersano, per poi entrare in possesso, nel XVIII secolo, dei Conti di Barone.
Nel XIX secolo, il castello venne suddiviso tra diverse famiglie borghesi, che lo utilizzarono come casa colonica, deposito, cantine e stalle, causando un progressivo degrado della struttura. Dagli anni 1980, il castello, ormai in rovina, è stato sottoposto a restauri e adibito a struttura alberghiera.